# Кулле-Кими
Кулле́-Кими́ (тат. Күлле-Киме) — село в Атнинском районе Республики Татарстан, административный центр Кулле-Киминского сельского поселения. Родина поэта Сибгата Хакима.

## География
Село находится в бассейне реки Уртемка, в 15 км к северо-западу от районного центра — села Большая Атня.

## История
Село упоминается в первоисточниках с 1710 года.
В сословном плане, вплоть до 1860-х годов жителей села причисляли к государственным крестьянам. Их основными занятиями в то время были земледелие, скотоводство.
По сведениям из первоисточников, с 1829 года в селе действовала мечеть (с 1909 года — в новом здании), в 1895 году — медресе.
В «Списке населенных мест по сведениям 1859 года», изданном в 1866 году, населённый пункт упомянут как казённая деревня Кулли-Кими 2-го стана Царёвококшайского уезда Казанской губернии. Располагалась при речке Уртеме, на окружном тракте из Царёвококшайска в Казань, в 130 верстах от уездного города Царёвококшайска и в 10 верстах от становой квартиры в казённой деревне Уразлино (Казаклар). В деревне в 148 дворах жили 971 человек (467 мужчин и 504 женщины). Была мечеть.
В начале XX века в селе действовали мечеть, медресе, земская больница (открыта в 1889 г.), ветеринарный фельдшерский пункт, кузница, казенная винная, 2 пивные, мануфактурная и 5 мелочных лавок, базар по средам. В этот период земельный надел сельской общины составлял 1712 десятин.
До 1920 года село входило в Кулле-Киминскую волость Царёвококшайского (с 1919 г. – Краснококшайский) уезда Казанской губернии. С 1920 года в составе Арского кантона ТАССР. С 10 августа 1930 года в Тукаевском, с 25 марта 1938 года в Атнинском, с 12 октября 1959 года в Тукаевском, с 1 февраля 1963 года в Арском, с 25 октября 1990 года в Атнинском районах.
С 1930 года в селе действовали коллективные сельскохозяйственные предприятия, с 2006 года — сельскохозяйственные предприятия в форме ООО.
В 1944–1961 годах в селе действовал детский дом, в котором воспитывалось более 120 детей.

## Население
| 1782 | 1859 | 1897 | 1908 | 1920 | 1926 | 1938 | 1949 | 1958 | 1970 | 1979 | 1989 | 2002 | 2010 | 2015 |
| ---- | ---- | ---- | ---- | ---- | ---- | ---- | ---- | ---- | ---- | ---- | ---- | ---- | ---- | ---- |
| 149  | 971  | 1104 | 1168 | 1115 | 1134 | 1259 | 877  | 758  | 597  | 550  | 471  | 393  | 371  | 367  |

Национальный состав села — татары.
Согласно результатам переписи 2002 года, в национальной структуре населения села татары составляли 99% из 393 человек.

## Экономика
Полеводство, молочное скотоводство. Работает ООО «Дусюм».

## Инфраструктура
Средняя школа (с 1917 г. как советская татарская школа), дом культуры, библиотека (с 1922 г.).

## Религия
Мечеть (с 1995 года).

## Известные люди
- С. Т. Хаким (1911–1986) — поэт, публицист, общественный деятель, народный поэт ТАССР
- Л. Г. Шакирзянова (р. 1950) – драматическая актриса, заслуженный деятель искусств РТ, народная артистка РТ
- Асгат Ахметович Сафаров (тат. Әсгать Әхмәт (Әхмәтгали) улы Сәфәров; род. 20 октября 1961, д. Новый Шимбер, Атнинский район, Татарская АССР, РСФСР, СССР) — российский государственный и политический деятель. Руководитель Администрации Раиса Республики Татарстан с 23 августа 2013. Проживал в селе Кулле-Кими и окончил Кулле-Киминскую среднюю школу.